# Mistrzostwa Świata w Lekkoatletyce 2019 – chód na 50 km kobiet
Chód na 50 km kobiet – jedna z konkurencji rozgrywanych podczas lekkoatletycznych mistrzostw świata w Dosze.
Tytułu mistrzowskiego z 2017 nie obroniła Inês Henriques.

## Terminarz
Źródło: worldathletics.org.
| Data        | Godzina |       |
| ----------- | ------- | ----- |
| 28 września | 23:30   | Finał |

## Rekordy
Tabela prezentuje rekord świata, rekord mistrzostw świata, rekordy kontynentów oraz najlepszy wynik na listach światowych w sezonie 2019 przed rozpoczęciem mistrzostw.
|                            | Zawodniczka         | Wynik   | Miejsce    | Data                  | Źródło |
| -------------------------- | ------------------- | ------- | ---------- | --------------------- | ------ |
| Rekord świata              | Liu Hong            | 3:59:15 | Huangshan  | 9 marca 2019(dts)     | [ 2 ]  |
| Rekord mistrzostw świata   | Inês Henriques      | 4:05:56 | Londyn     | 13 sierpnia 2017(dts) | [ 2 ]  |
| Rekord Afryki              | Natalie le Roux     | 4:48:00 | Taicang    | 5 maja 2018(dts)      | [ 3 ]  |
| Rekord Ameryki Południowej | Johana Ordóñez      | 4:11:12 | Lima       | 11 sierpnia 2019(dts) | [ 4 ]  |
| Rekord Ameryki Północnej   | Mirna Ortiz         | 4:13:56 | Gwatemala  | 24 lutego 2019(dts)   | [ 5 ]  |
| Rekord Australii i Oceanii | Claire Tallent      | 4:09:33 | Taicang    | 5 maja 2018(dts)      | [ 6 ]  |
| Rekord Azji                | Liu Hong            | 3:59:15 | Huangshan  | 9 marca 2019(dts)     | [ 7 ]  |
| Rekord Europy              | Eleonora Giorgi     | 4:04:50 | Olita      | 15 stycznia 2017(dts) | [ 8 ]  |
| Listy światowe             | Kławdija Afanasjewa | 3:57:08 | Czeboksary | 15 czerwca 2019(dts)  | [ 2 ]  |

## Wyniki
Źródło: worldathletics.org.
| Pozycja | Zawodniczka             | Państwo                  | Czas    | Uwagi |
| ------- | ----------------------- | ------------------------ | ------- | ----- |
| 01 !    | Liang Rui               | Chińska Republika Ludowa | 4:23:26 |       |
| 02 !    | Li Maocuo               | Chińska Republika Ludowa | 4:26:40 |       |
| 03 !    | Eleonora Giorgi         | Włochy                   | 4:29:13 |       |
| 4.      | Ołena Sobczuk           | Ukraina                  | 4:33:38 |       |
| 5.      | Ma Faying               | Chińska Republika Ludowa | 4:34:56 |       |
| 6.      | Chrystyna Judkina       | Ukraina                  | 4:36:00 |       |
| 7.      | Magaly Bonilla          | Ekwador                  | 4:37:03 |       |
| 8.      | Júlia Takács            | Hiszpania                | 4:38:20 |       |
| 9.      | Paola Pérez             | Ekwador                  | 4:38:54 |       |
| 10.     | Mar Juárez              | Hiszpania                | 4:39:28 |       |
| 11.     | Masumi Fuchise          | Japonia                  | 4:41:02 |       |
| 12.     | Nastassia Jacewicz      | Białoruś                 | 4:44:01 |       |
| 13.     | Nadzieja Darażuk        | Białoruś                 | 4:47:26 |       |
| 14.     | Angeliki Makri          | Grecja                   | 4:54:09 |       |
| 15.     | Mara Ribeiro            | Portugalia               | 4:58:44 |       |
| 16.     | Elianay Pereira         | Brazylia                 | 5:11:26 |       |
| 17.     | Katie Burnett           | Stany Zjednoczone        | 5:23:05 |       |
| 18 !    | Mariavittoria Becchetti | Włochy                   | DNF     |       |
| 18 !    | Nicole Colombi          | Włochy                   | DNF     |       |
| 18 !    | Mária Czaková           | Słowacja                 | DNF     |       |
| 18 !    | Inês Henriques          | Portugalia               | DNF     |       |
| 18 !    | Wałentyna Myronczuk     | Ukraina                  | DNF     |       |
| 18 !    | Ivana Renić             | Chorwacja                | DNF     |       |
| 24 !    | Tiia Kuikka             | Finlandia                | DNS     |       |